# Harles Bourdier
Pour les articles homonymes, voir Bourdier.
Harles Daniel Bourdier (né le 14 août 1972 à Asuncion au Paraguay) est un joueur de football international paraguayen, qui évoluait au poste de milieu de terrain.

## Biographie

### Carrière en sélection
Avec l'équipe du Paraguay, il joue 14 matchs (pour un but inscrit) entre 1996 et 1997. 
Il figure dans le groupe des sélectionnés lors de la Copa América de 1997, où son équipe atteint les quarts de finale.
Il participe également aux JO de 1992 organisés en Espagne, compétition lors de laquelle il joue un match face à la Corée.
Il dispute enfin 7 matchs comptant pour les tours préliminaires de la coupe du monde 1998.

## Palmarès
Club Olimpia
- Championnat du Paraguay (4) :
  - Champion : 1993, 1995, 1997 et 1999.

- Copa Master de Supercopa :
  - Finaliste : 1994.